# تشارلز لي رو
تشارلز لي رو (بالفرنسية: Charles Le Roux)‏ هو رسام وسياسي فرنسي، ولد في 1814 في فرنسا، وتوفي بنفس المكان في 27 فبراير 1895. انتخب نائب فرنسي.